# ركيزة (كيمياء حيوية)

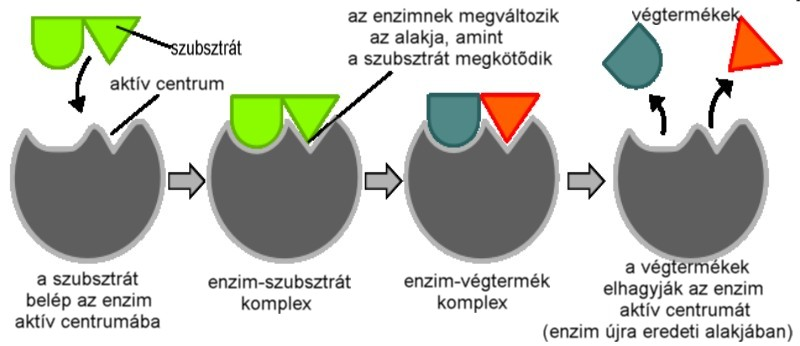

الركيزة في الكيمياء الحيوية هي الجزيء الذي يعمل علية الانزيم. الانزيم يسرع التفاعلات الكيميائية.في حالة وجود ركيزة واحدة، الركيزة ترتبط مع الانزيم الموقع النشط ويكون مركب يحتوي على الأنزيم مع الركيزة.الركيزة تتحول إلى ناتج والانزيم يتم إطلاقه من الموقع النشط. الموقع النشط الآن يعد شاغلاً للارتباط بانزيم اخر.في حالة أكثر من ركيزة، يتم الاتباط بالترتيب.
على سبيل المثال.في حالة البروتين الموجود في الحليب (الكاسيين)الذي يعتبر الركيزة والانزين الرينين. وأيضاً فوق أكسيد الهيدروجين مع انزيم الكاتاليز
الخطوة الأولى والثالثة تكون قابلة للرجوع ولكن الخطوة الثانية غير قابلة للرجوع.
بزيادة تركيز التركيزة، معدل التفاعل سيزداد وفقًا لعدد الانزيمات المتوفرة.
من المهم معرفة بأنة التركيزة التي تتفاعل خارج الخلية (في المختبر) ليس من الضروري ان تعمل داخل الخلية.
على سبيل المثال، هيدرولاز أميد الحمض الدهني fatty acid amide hydrolase بإمكانه ان يكسر (2-AG) في خارج الخلية لكن لايمكن حدوث ذلك داخل الخلية.